# Epithora dorsalis
Epithora dorsalis är en skalbaggsart som först beskrevs av Macleay 1827.  Epithora dorsalis ingår i släktet Epithora och familjen långhorningar. Inga underarter finns listade i Catalogue of Life.

## Bildgalleri

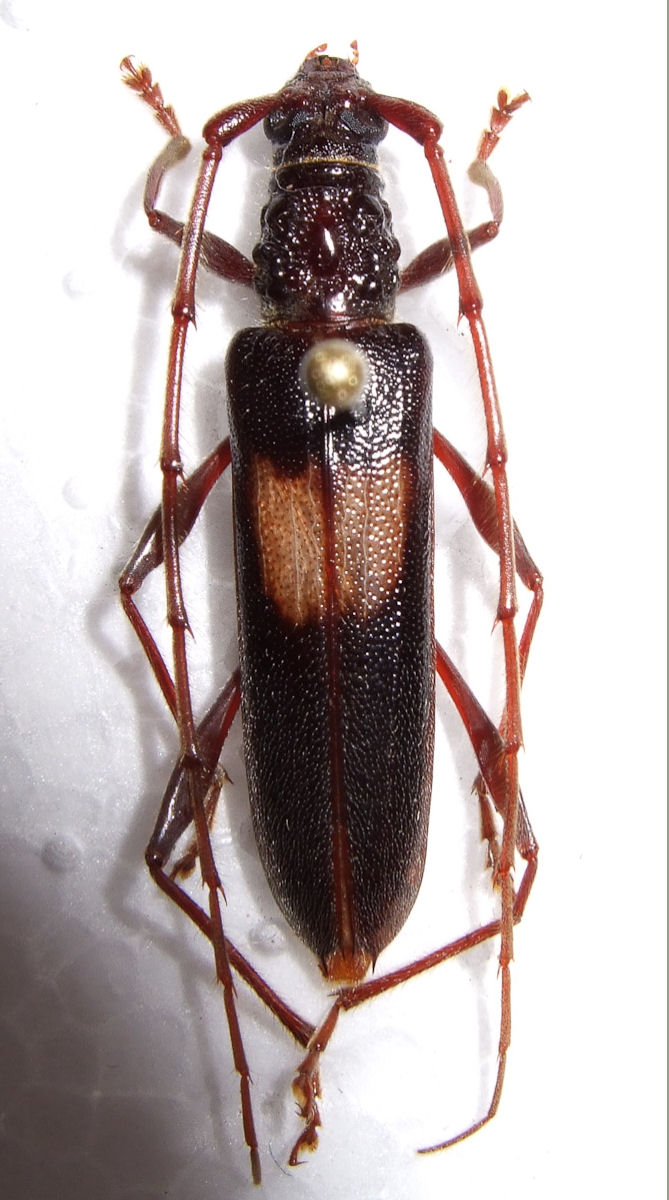